# Viktóriya Baránova
Viktóriya Alexéyevna Baránova (en ruso: Виктория Алексеевна Баранова; Zhukovsky, 6 de febrero de 1990) es una deportista rusa que compitió en ciclismo en la modalidad de pista, especialista en las pruebas de velocidad.
Ganó dos medallas de bronce en el Campeonato Europeo de Ciclismo en Pista, en los años 2009 y 2011.

## Medallero internacional
| Campeonato Europeo | Campeonato Europeo        | Campeonato Europeo | Campeonato Europeo   |
| Año                | Lugar                     | Medalla            | Competición          |
| ------------------ | ------------------------- | ------------------ | -------------------- |
| 2009               | Gante ( Bélgica)          | Medalla de bronce  | Ómnium esprint       |
| 2011               | Apeldoorn ( Países Bajos) | Medalla de bronce  | Velocidad individual |

1. ↑  Campeonato Europeo realizado sólo para la disciplina de ómnium.
2. ↑  Variedad de ómnium que incluía cuatro pruebas de esprint: 200 m vuelta lanzada, keirin, eliminación y velocidad individual.